# Mudroszi fegyverletétel

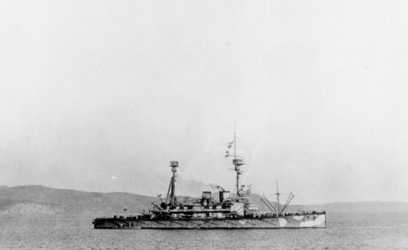
A HMS Agamemnon a Dardanellák-kampányban Mudrosznál, 1915.

A mudroszi fegyverletétel az első világháború közel-keleti hadszínterén vetett véget az Oszmán Birodalom és az antanthatalmak harcainak 1918. október 30-án. Az oszmán fél részéről Hüszein Rauf hadügyminiszter, az antant részéről pedig Somerset Arthur Gough-Calthorpe admirális írta alá a HMS Agamemnon hadihajó fedélzetén, Mudrosz kikötőjében.
Az oszmánok feladták Anatólián kívüli helyőrségeiket, a szövetséges hatalmak megkapták a jogot a Dardanellák és a Boszporusz ellenőrzésére és arra, hogy „bárminemű zavargás esetén” beavatkozhassanak a biztonság fenntartására. Az oszmán hadsereget leszerelték, a kikötőket, a vasútvonalakat és a stratégiai bázisokat átengedték a szövetségeseknek. Törökországnak fel kellett adnia kaukázusi területeit és vissza kellett vonulnia a háború előtti határai mögé. 
A fegyverletételt Isztambul brit megszállása, majd a sèvres-i békeszerződés követte, de utóbbi érvényesítését a török függetlenségi háború kitörése megakadályozta.